# ジョン・ブル

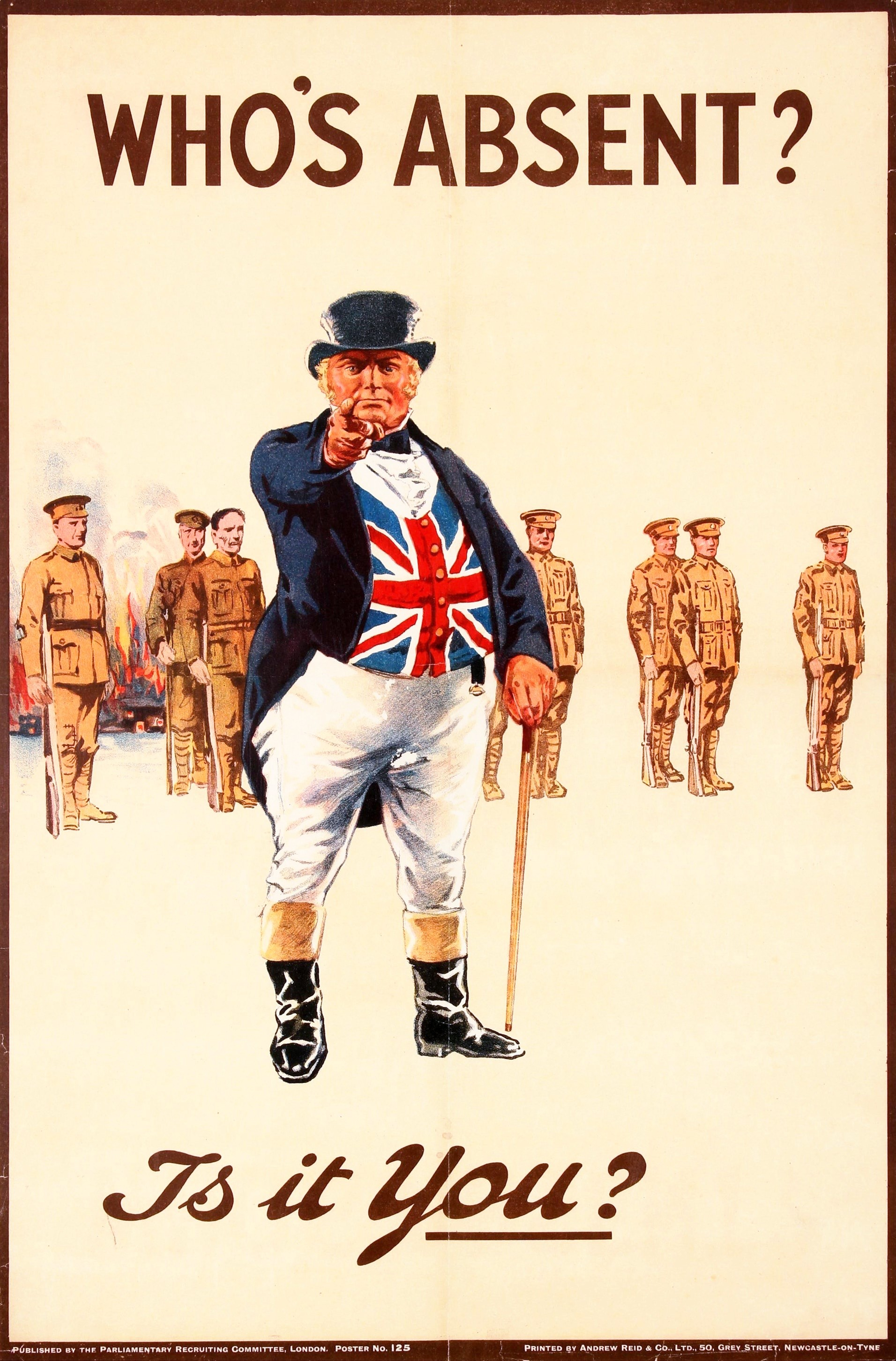
「まだ来てないのは誰だ、君か？」第一次世界大戦で志願兵を募るポスター

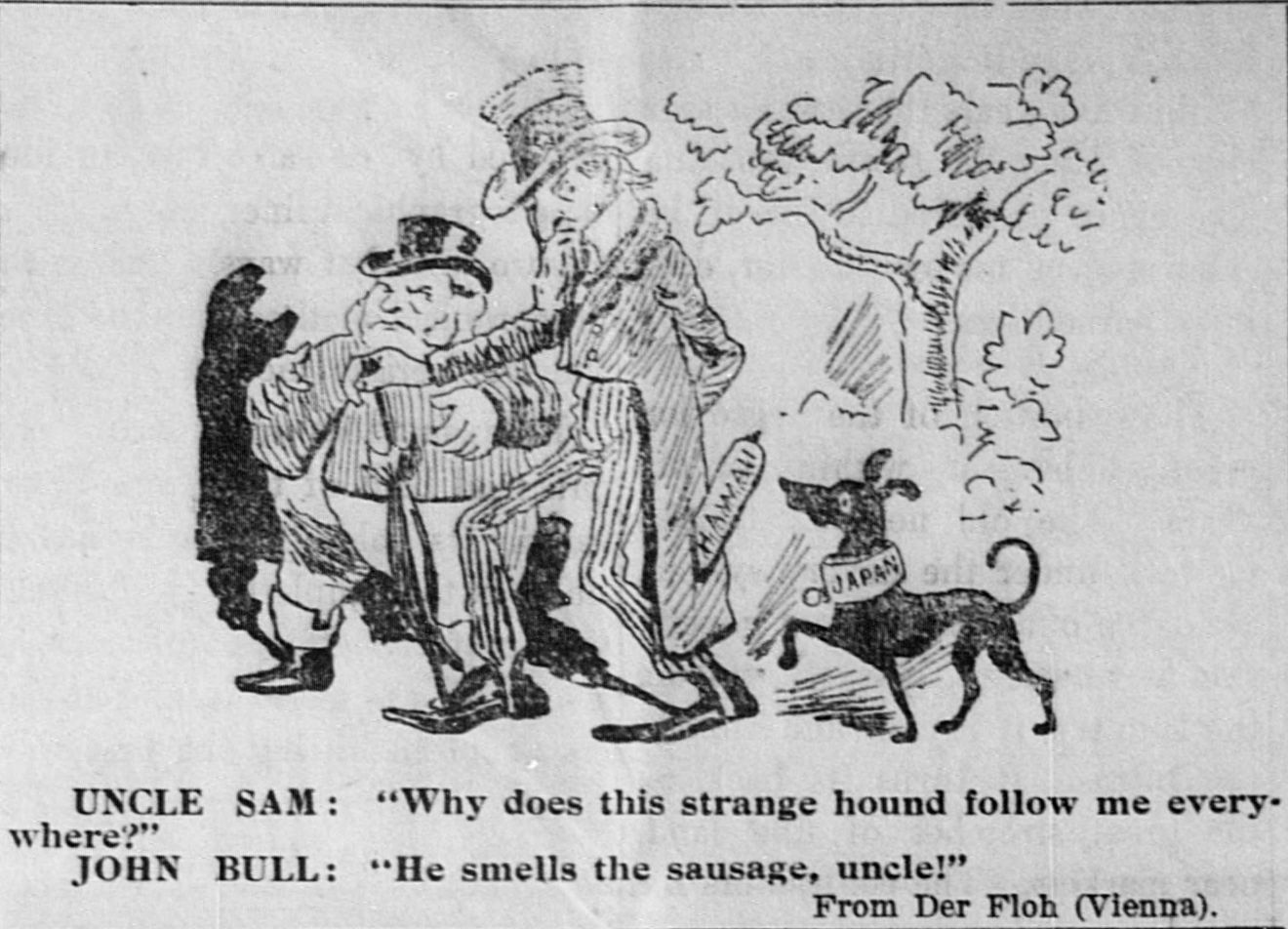
「この変な犬は、何でついてくるんだ？」「あんたのポケットのハワイ・ソーセージを狙ってるのさ」ジョン・ブルとアンクル・サム。1897年のハワイ併合時の風刺漫画。黒犬は日本

ジョン・ブル（John Bull)は、擬人化されたイギリスの国家像、もしくは擬人化された典型的イギリス人像のことである。
転じて個々の保守的な典型的イギリス人もジョン・ブルと呼ばれる。ジョン・メイナード・ケインズが流動性選好説で述べるジョン・ブルはこれを指す。
典型的なジョン・ブル像は、夜会服に半ズボン（en:Breeches）とユニオンジャック柄のウェストコート（ベスト）の正装をした、中年太りの英国紳士である。ジョン・ブルが頭に着用している大きなトップ・ハットはしばしば「ジョン・ブル・トッパー」として紹介される。右の図では片手にステッキを伴っているが、その他にブルドッグを伴っているイメージも散見される。
こうしたジョン・ブルのキャラクターは1712年に Dr. ジョン・アーバスノットによって創作され、アーバスノットとガリバー旅行記の著者で友人のジョナサン・スウィフト、そして風刺家アレキサンダー・ポープらが手掛けるパンフレット「Law is a Bottomless Pit」に掲載された、ついで大西洋を渡ってアメリカの風刺漫画家トーマス・ナストなどによって一般に普及したと考えられている。
ジョン・ブルのイメージは新聞の風刺漫画などでも用いられる。